# Габор, Ромулус
Ромулус Габор (рум. Romulus Gabor; род. 14 октября 1961, Pui, Хунедоара) — румынский футболист, нападающий и тренер.

## Клубная карьера
Габор начал играть в футбол в возрасте 13 лет в клубе «Жиул», а позже перешёл в «Корвинул», где под руководством Илие Саву 28 октября 1978 года дебютировал в Дивизии А в проигрышной встречи против «Арджеша». В конце своего первого сезона, проведенного в составе «ворон», клуб вылетел в Дивизию B. Габор остался в клубе, и его стали чаще использовать после того, как в клуб пришёл тренер Мирча Луческу. Через год «Корвинул» вернулся в высший дивизион и занял 3-е место в сезоне 1981/1982. Габор сыграл 4 матча и забил 1 гол в Кубке УЕФА 1982/1983. После 13 сезонов, проведенных в «Корвинуле», в которых он забил 68 голов в 305 матчах национального чемпионата, в 1991 году он присоединился к венгерскому клубу «Диошдьёр».. После одного сезона, проведенного в Венгрии, Габор вернулся в «Корвинул», выступающий в Дивизии B. В 1993 году после чего отправился на половину сезона в клужскую «Университатя», где 10 ноября провёл свой последний матч в Дивизии A, в победив со счетом 3:2 «Глорию» из Быстрицы. После этого он играл в Дивизии B за «Униря» (Алба-Юлия), «Корвинул» и Интер. Завершил карьеру футболиста в 1997 году в клубе «Виторул» (Орадя) из Дивизии C. Габор сыграл в общей сложности 304 матча в Дивизии А, забив 64 гола, и 13 матчей в высшем дивизионе Венгрии, забив 1 гол.

## Карьера за сборную
Габор был частью молодёжной сборной Румынии на молодёжном чемпионате мира 1981 года во Австралии. Румыны взяли бронзовые медали турнира, а Габор получил приз лучшего игрока турнира, сыграв 6 матчей и забив 2 гола.
Дебют за национальную сборную Румынии состоялся 11 ноября 1981 года в отборочном матче на чемпионат мира 1982 против сборной Швейцарии (0:0). Был включён в состав на чемпионат Европы 1984 во Франции, где сыграл в матчах групповой стадии против сборных Испании (1:1) и Португалии (0:1). Всего за сборную Габор сыграл 35 матчей и забил 2 гола.
За то, что Габор представлял свою страну на чемпионате Европы 1984 года, 25 марта 2008 года президент Румынии Траян Бэсеску наградил его орденом «Meritul Sportiv» (Медалью «За спортивные заслуги») III степени.

### Голы за сборную
| №  | Дата           | Место                            | Соперник | Счёт | Результат | Турнир            |
| -- | -------------- | -------------------------------- | -------- | ---- | --------- | ----------------- |
| 1. | 29 января 1983 | Али Сами Ен, Стамбул, Турция     | Турция   | 1:0  | 1:1       | Товарищеский матч |
| 2. | 2 марта 1986   | Александрия, Александрия, Египет | Египет   | 1:0  | 1:0       | Товарищеский матч |

## Достижения

### «Корвинул»
- Чемпион Второй лиги Румынии: 1979/80

### Индивидуальные
- Лучший игрок молодёжного чемпионата мира: 1981
- Футболист года в Румынии (5-е место): 1981